# Тапалацунаулі
Тапалацунаулі (Тапалацунаувалі) (*д/н — після 1318 до н. е.) — останній володар держави Арцава.

## Життєпис
Син царя Уххациті. Відомостей про нього обмаль. Близько 1318 року до н. е. (за короткою хронологією) після поразки у битві біля Вальми рештки арцавського війська відступили до столиці Апаша. Ймовірно в цей час загинув брат Тапалацунаулі — Піямакурунта. Не сподіваючи дати гідну відсіч Тапалацунаулі залишив столицю. За різними відомостями перебрався на острови Егейського моря або знайшов прихисток в держави Аххіява.
Невдовзі помирає Уххациті, й Тапалацунаулі оголошено царем Арцави. Можливо за підтримки аххіявських військ близько 1317 року до н. е. знову почав війну проти хетів. Перетворив за свою базу місто Пуранда, звідки почав військові походи з метою відвоювати втрачені землі. Невдовзі опинився в облозі військ царя Мурсілі II. За різними версіями: зрештою здався та був засланий до Хаттуси; залишив родину, але врятувався на одному з острвоів Егейського моря; намагався втекти з пуранди, але був схоплений, а місто невдовзі здалося. 
Подальша доля невідома. За наказом хетського царя Арцаву розділено між державами Міра, Гапала і Краєною річки Сеха.